# Капріччо (жанр)

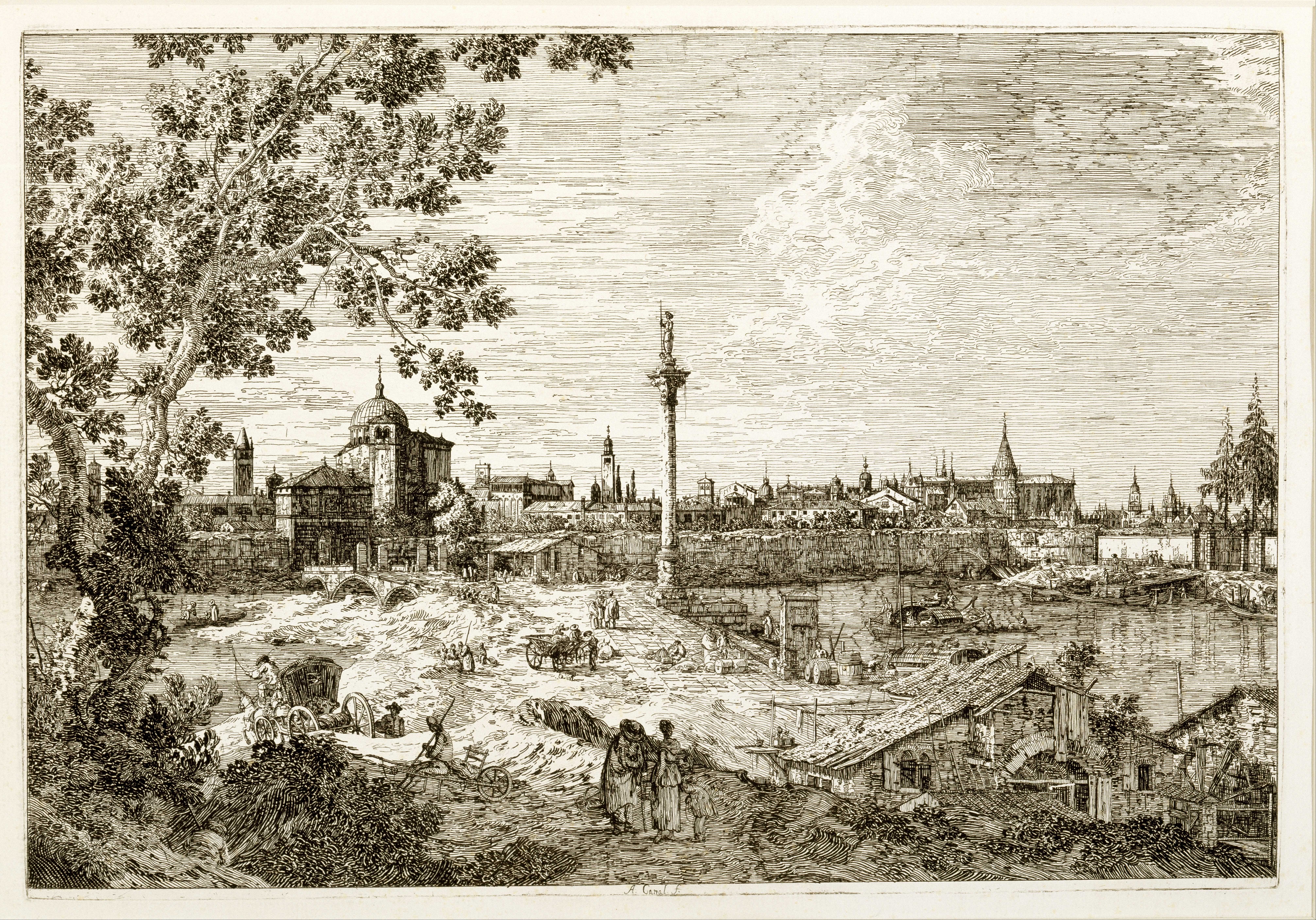
Каналетто, «Умовне зображення Падуї», капріччо на тему. Музей образотворчих мистецтв (Х'юстон), США.

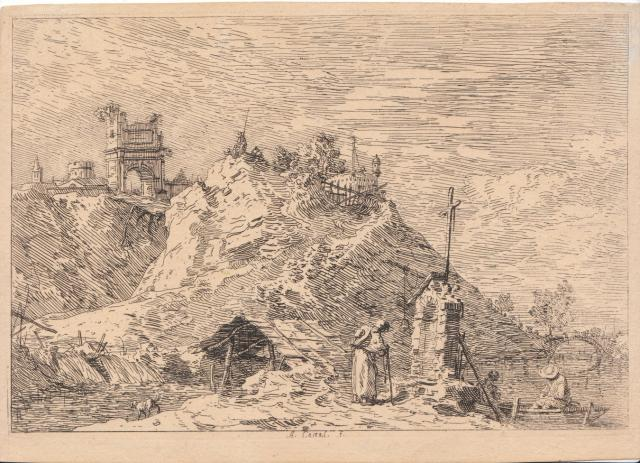
Каналетто. Капріччо « Пейзаж з паломниками», офорт.

Капріччо (жанр) (італ. capriccio, тобто «примха», фантазія на тему, примхливе зображення) — жанр образотворчого мистецтва, значно поширений в добу італійського бароко XVII–XVIII ст. Капріччо (жанр) — вияв художньої розкутості і багатої уяви митця. Відбився в живопису та в графічних серіях. До капріччо зараховують також надто примхливі зразки архітектури, фантазійні форми якої не укладаються ні в яку стилістичну систему.

## Назва
Слово «капріччі» вперше з'явилось в італійській мові в оточенні художників XVI століття як синонім особливого і майстерного задуму та його втілення. Саме в цьому значенні його використовували Джорджо Вазарі та Джованні Паоло Ломаццо (1538—1592), художник і теоретик мистецтва.
Флорентієць за походженням Вісенте Кардуччо (1576?—1638), котрий перебрався на працю в Іспанію, навіть подав новелу щодо виникнення цього терміна в трактаті «Діалоги про живопис», оприлюдненого 1633 року: 
| Існують живопис практичний і живопис науковий. Живопис і художники, котрі розділяють нові принципи, схожі на кіз, що зигзагами ходять гірськими стежками, щукаючи нового шляху, не спиняються в пошуках нових пасовиськ. Цього не роблять вівці, бо йдуть за вожаком — саме на овець схожі копіїсти. Звідси пішов звичай називати нові спроби художника «капріччі»[2] . |

## Характеристика

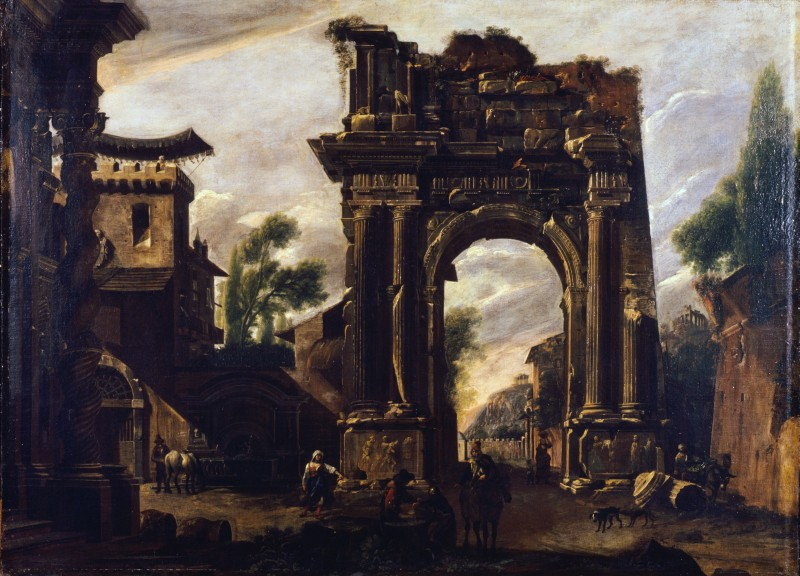
Вівіано Кодацці. Капріччо з давньоримською аркою і побутовими сценами, середина XVII ст.

Наближеність до фантазій, мінливість під час появи і фіксації, ускладненість і багатозначність — головні риси капріччо. В капріччо дивовижно переплітаються язичницькі і християнські образи, нереальні ситуації, драматичні чи пессимістичні настрої та загадковість, зашифрованість. Саме ці риси поріднюють подібні графічні твори у таких різних художників, як Сальватор Роза, Джованні Баттіста Піранезі, Джованні Баттіста Тьєполо, Гюбер Робер, Франсіско Гойя.
Капріччі в живопису наближені до жанру ведути. На відміну від ведути, де зображення подають переважно точно і навіть документально, в карпіччі використовують лише реалістичні елементи, незвично, примхливо, фантазійно поєднані між собою. Це створення нової, фантазійної реальності на полотні чи на аркуші паперу, якщо це графіка. Є приклади розробки композиції спочатку в малюнку або офорті, а потім переведенні її в живопис олійними фарбами. Як в звичному пейзажі чи в жанрі ведути використовують фігурки людей (стаффаж). Але елементи інших жанрів в капріччо мають підкорену роль і не пояснюють їх загадкового змісту.

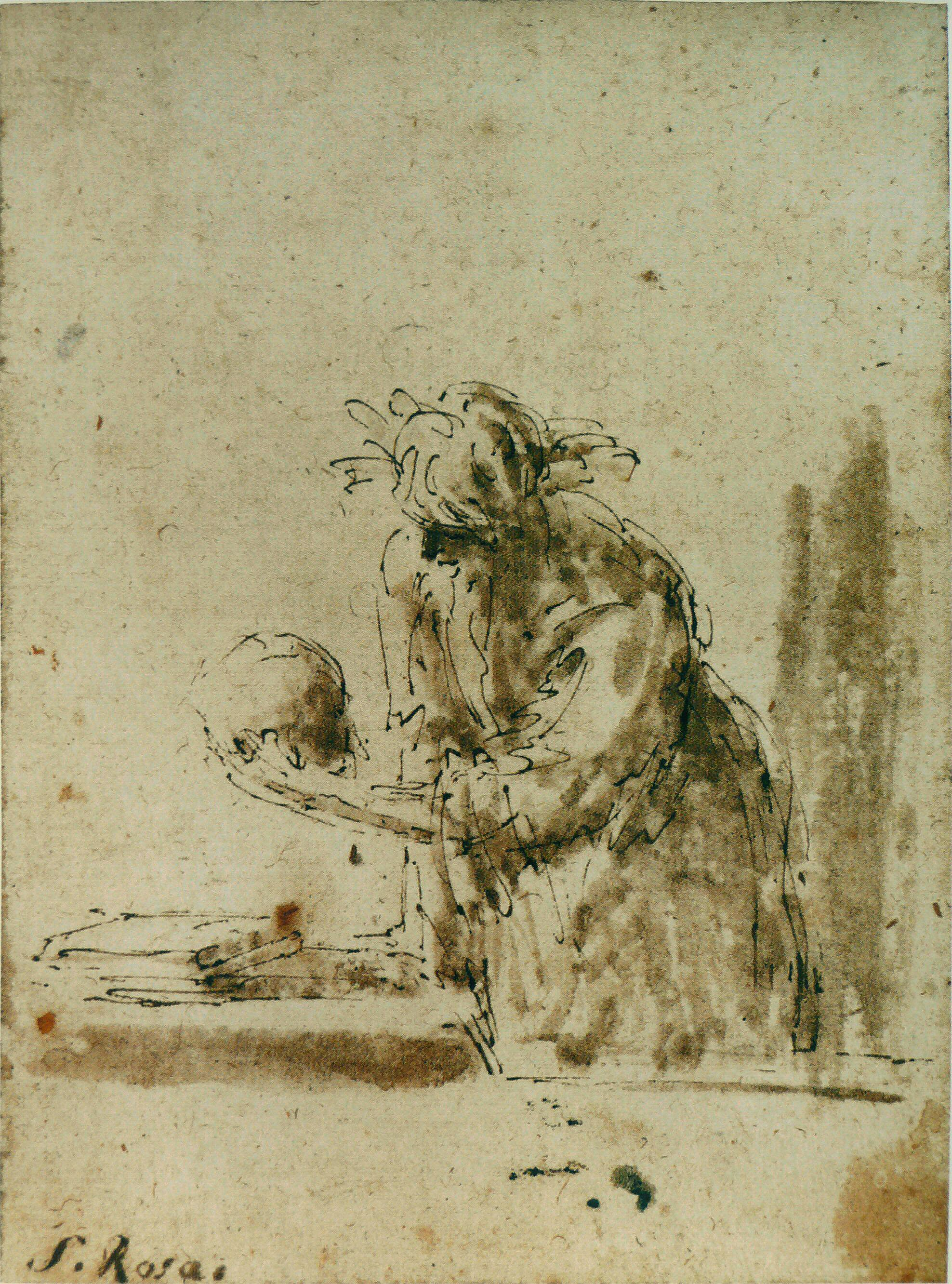
Сальватор Роза, «Невідомий з черепом», малюнок
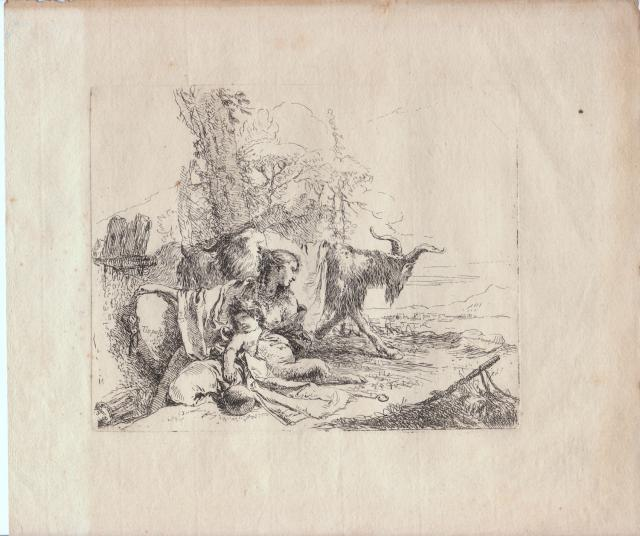
Джованні Баттіста Тьєполо, капріччо з пастушкою(?) і козою, 1775 р., офорт.
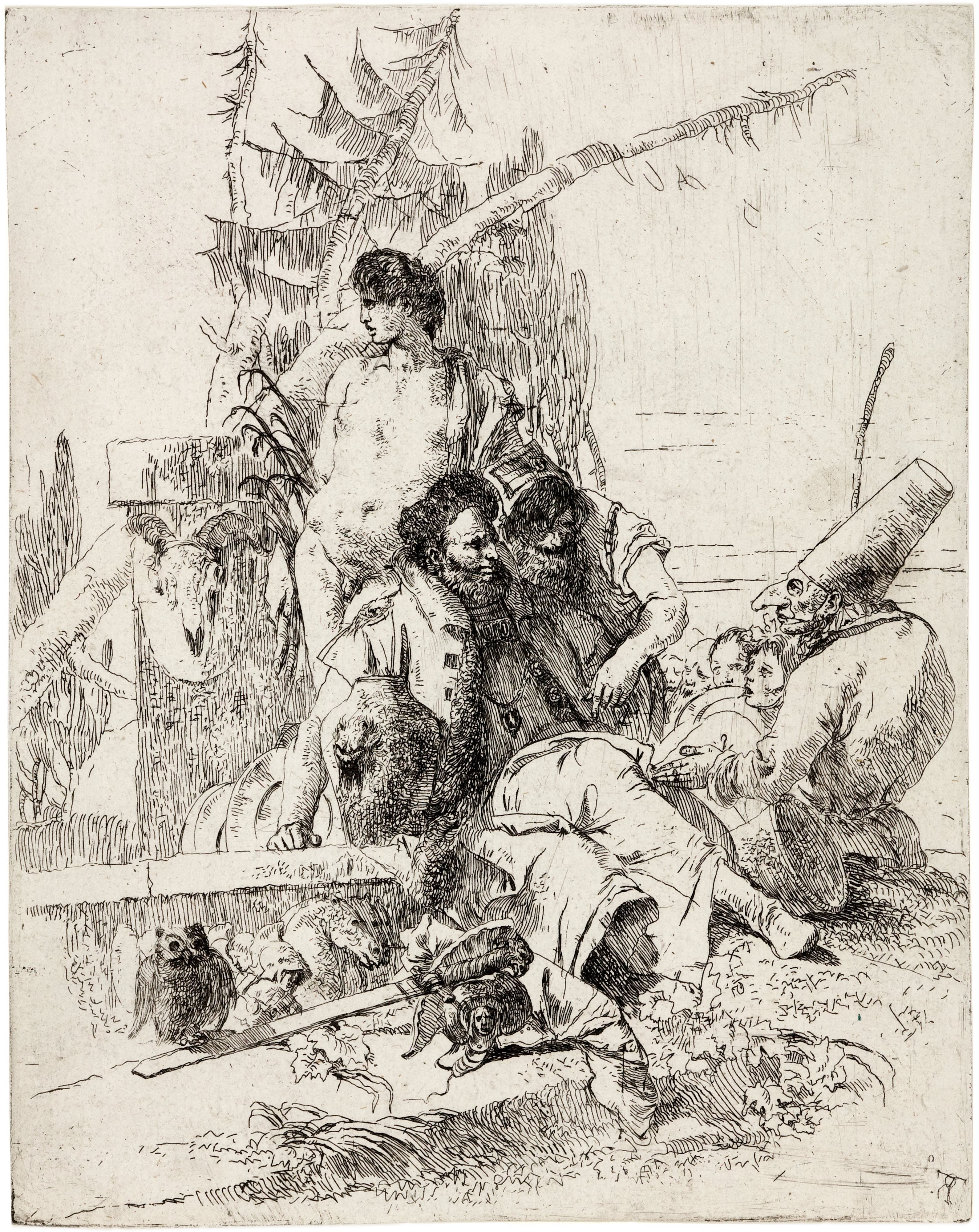
Джованні Баттіста Тьєполо, капріччо з бесідою пульчинел, офорт, 1748 р., Художня галерея Південної Австралії, Аделаїда.
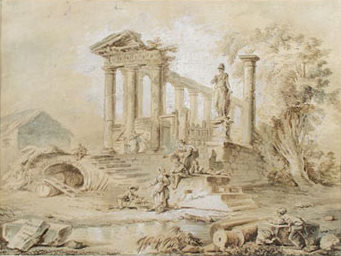
Гюбер Робер, капріччо на архітектурну тему, 1773 р, малюнок.

## Головні представники

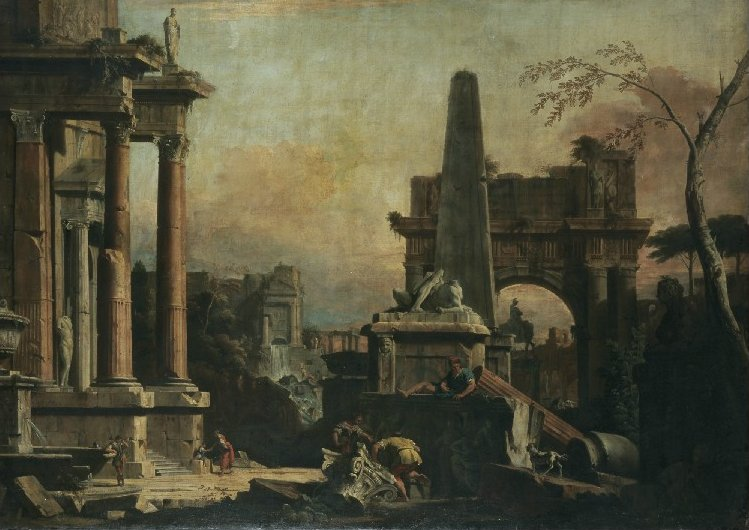
Марко Річчі, «Капріччо з римськими руїнами».

Капріччі як жанр приваблювали італійського художника Марко Річчі(1676—1730), котрий перебрався на працю в Англію. Розквіт жанру прийшовся на XVIII століття, коли стилістику капріччі розробляла низка художників (Франческо Цуккареллі, Джованні Паоло Паніні, Каналетто, Антоніо Джолі, Жан Лемер, Паоло Анезі, Вівіано Кодацці, Дженнаро Греко, Хендрік Франс ван Лінт, Гюбер Робер, Франческо Гварді, невідомий під умовним ім'ям Псевдо-Каналетто) або графіків (італієць Піранезі, француз Шарль-Луї Клеріссо, Джованні Баттіста Тьєполо, коли звернувся до малюнків і графіки).

## Галерея обраних творів

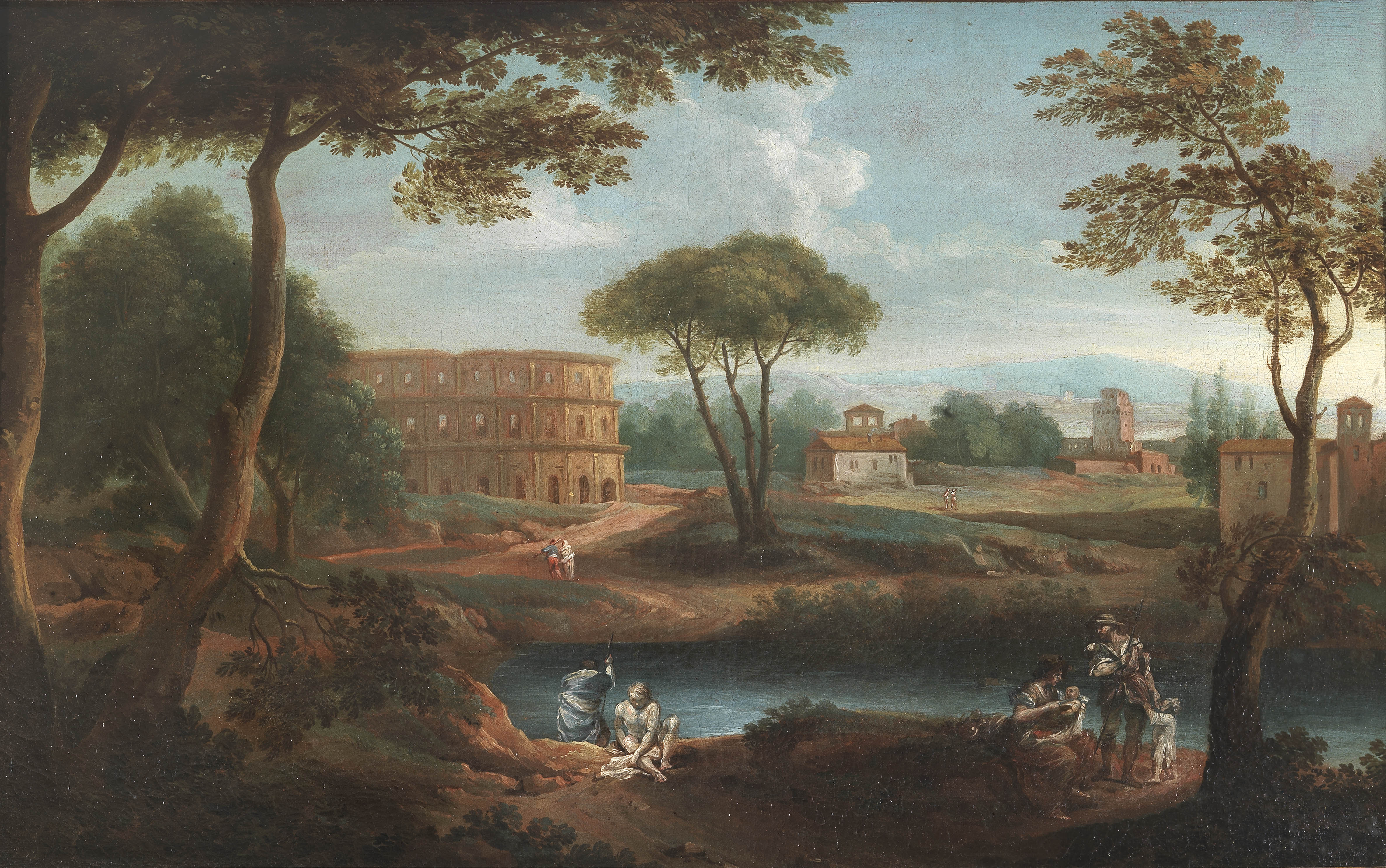
Паоло Анезі, «Капріччо з зображенням Колізея». Приватн. збірка, 74 x 47 см.
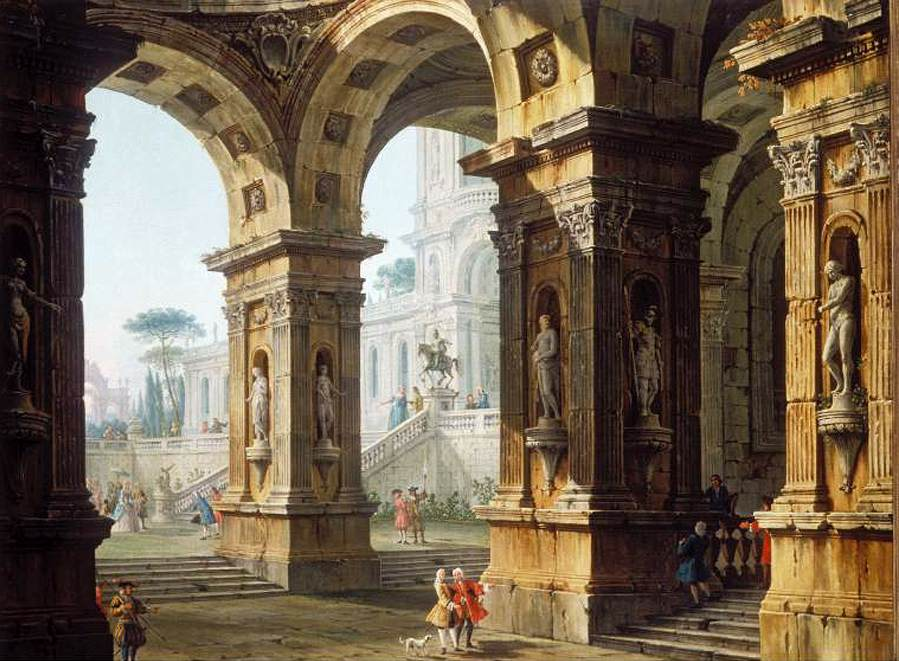
Антоніо Джолі. « Архітектурне капріччо з шляхетними персонами у почесному дворі», Музей Фіцвільяма
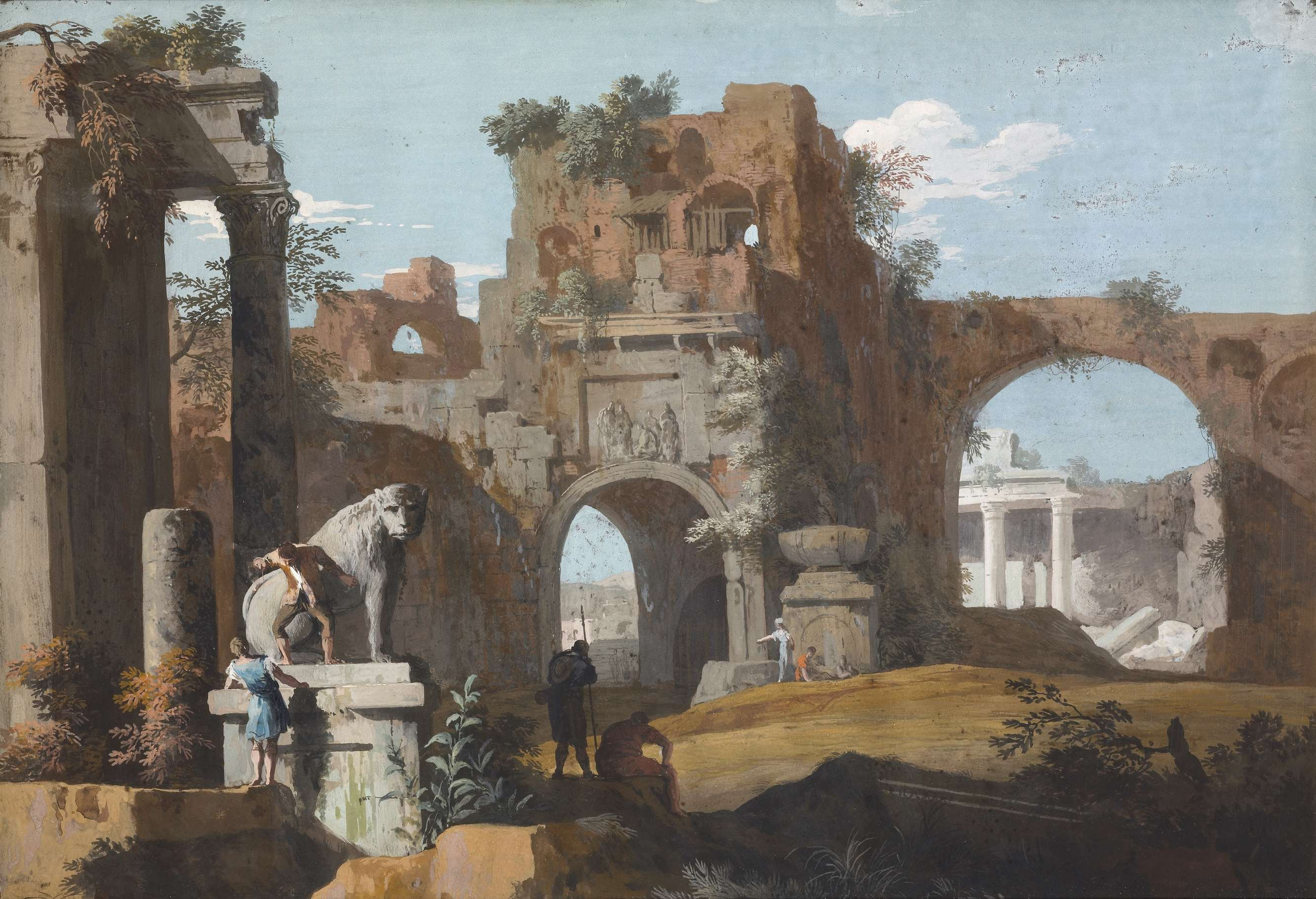
Марко Річчі, «Пейзаж з давньоримськими руїнами».
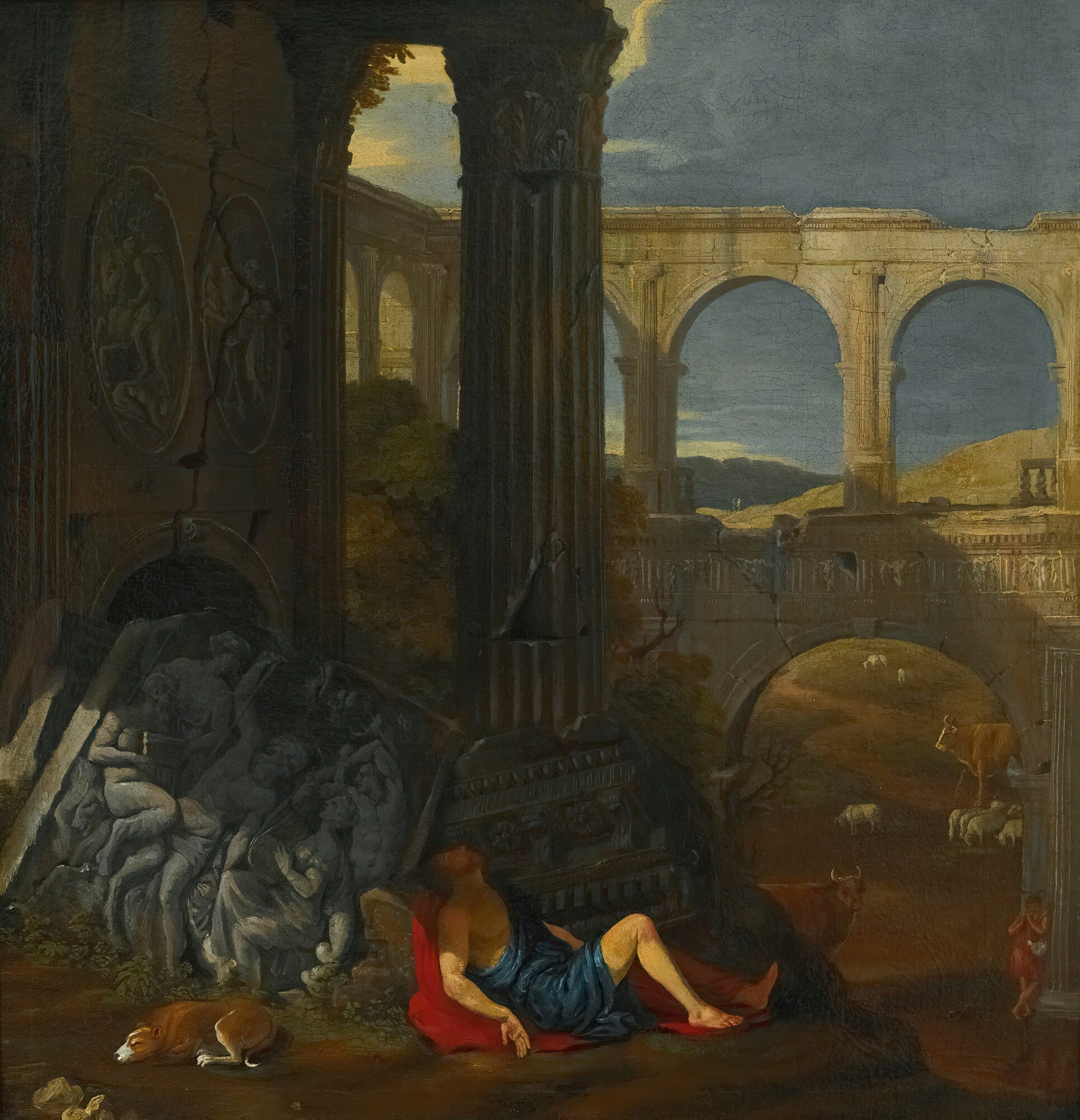
Жан Лемер. «Архітектурне капріччо з Меркурієм та пастухом Аргусом», 1635 р.
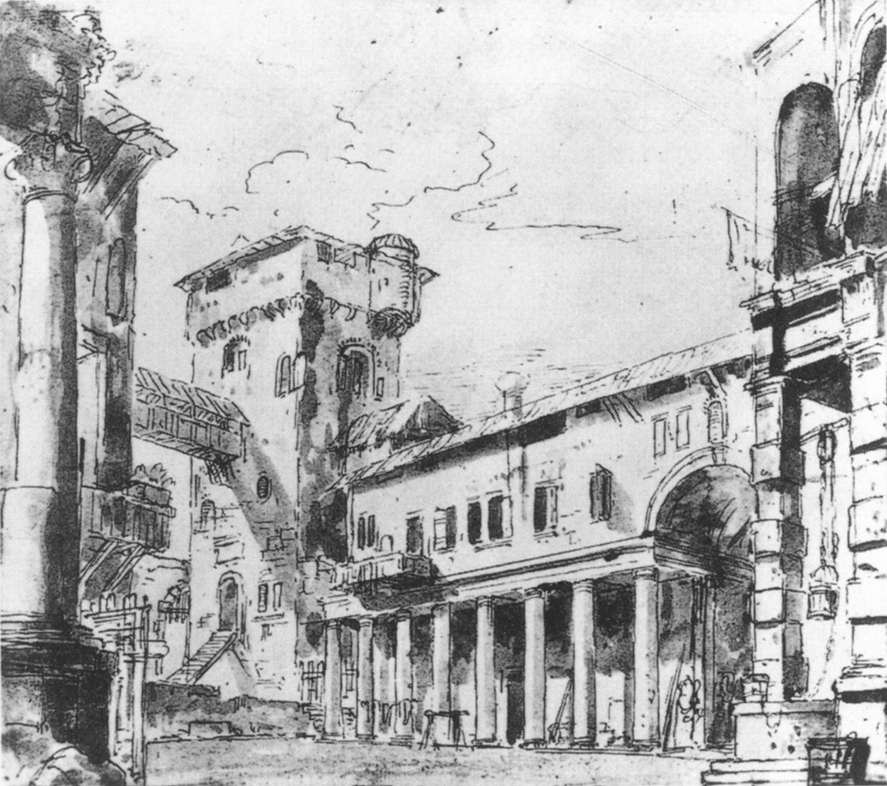
Марко Річчі, «Внутрішній двір умовного замку», капріччо. Віндзор, Англія.
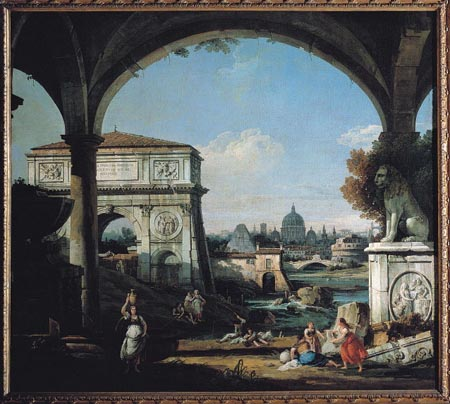
Франческо Цуккареллі. «Капріччо з римськими спорудами і тріумфальної аркою»
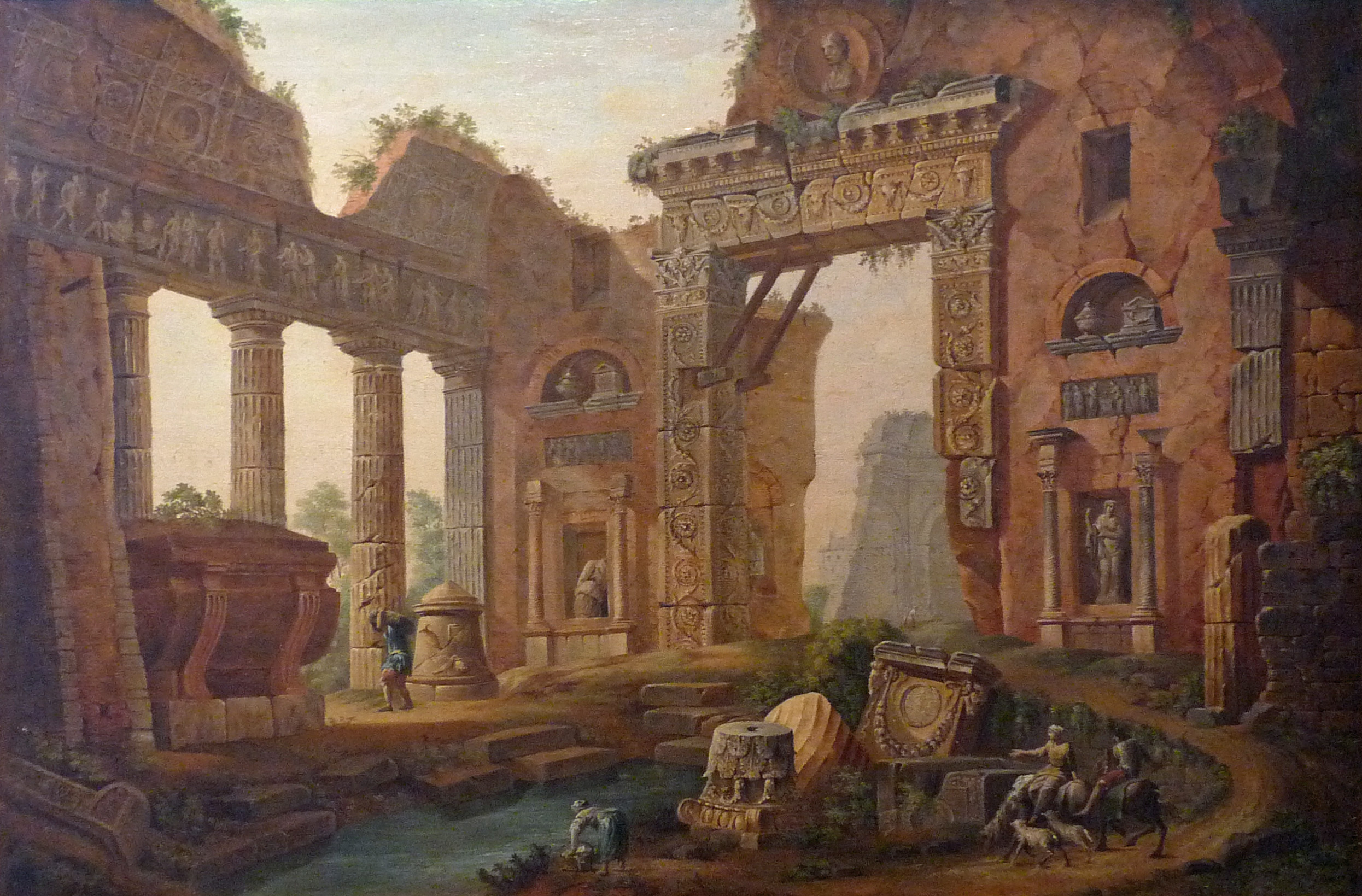
Шарль-Луї Клеріссо, «Руїни римського басейна в місті Нім», капріччо.

## «Капріччі» у Каналетто
Джованні Антоніо Каналь, більш відомий під прізвиськом Каналетто (Каналь молодший), звернувся до створення капріччі. яке розглядав як різновид ескізів театральних декорацій, котрі виконував разом з батьком та братом. Серед перших творів в цьому жанрі — картина «Архітектурне капріччо», підписане і датоване художником (1723 р., Мілан, приватн. збірка). Більш безпосередні і утаємничені його графічні твори в стилі капріччі («Умовне зображення Падуї», капріччо на тему. Музей образотворчих мистецтв (Х'юстон), США, Капріччо «Пейзаж з паломниками», офорт). Частка архітектурних капріччо майстра виконана не в швидкій і ескізній манері, а в точно і ретельно пороблених деталях і розрахована на продаж англійським багатіям і має товарний вигляд («Умовний палац з розкішними сходами»). В цих творах — нічого від жебраків і знедолених в Італії чи моторошних фантазій з бандитами.

## «Капріччі» у Сальватора Рози
Ще 1656 року Сальватор Роза почав опановувати техніку офорта. трохи перегодом він створив графічну серію під назвою «Капріччі». В серію увійшли сімдесят дві (72) невеликі гравюри. Вони не стільки пейзажні чи архітектурні, скільки сюжетні, але сюжети — утаємничені. Їх головні персонажі — люди італійського дна (жебраки, солдати-найманці, бандити, божевільні, розгублені і втрачені для суспільства).

## Капріччі у Джованні Баттіста Тьєполо

Джованні Баттіста Тьєполо, «Подорожні і маг», офорт. Ермітаж.

Графічну серію «Капріччі» у Джованні Баттіста Тьєполо вважають більш літературною. В аркушах є натяк на якийсь нез'ясований сюжет чи сюжети. Подано декілька загадкових персон (астрологів ? вигнанців ? жебракуючих авантюристів ?). переплетені античні і християнські образи з образами, вихопленими з неприємної, кризової реальності Італії середини XVIII ст. Всі події йдуть в фантазійному оточенні, де розпізнають дикі куточки провінційної Італії. Настрій багатьох капріччі теж кризовий, пригнічений. Персонажі щось завзято шукають, напружуються, звертаються чи то до магії, чи то до ворожби, але відповідей не знаходять. Панує марнота зусиль і марнота прагнень. Оточення перебільшено непривітне, пейзажне, а не архітектурне.

## Капріччі у Піранезі

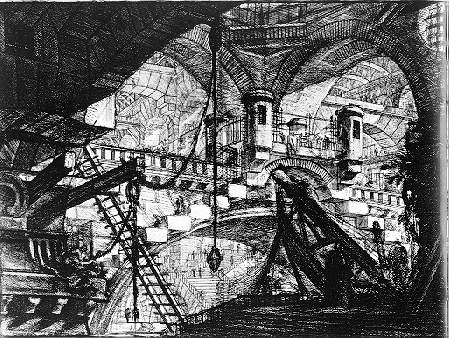
Аркуш серії «Уявні в'язниці»

Біографи Піранезі стверджували, що якийсь час він навчався графічним технікам у Джованні Баттіста Тьєполо. З цим навчанням пов'язують і створення Піранезі власної серії графічних творів «Капріччі». Ця серія справді була оприлюднена 1745 року, тоді як серія Тьєполо оприлюднена 1743-го, а її створення відносять до 1730-х років.
Піранезі не переривав вивчення археологічних залишків і руїн споруд Стародавнього Риму. З початком варварських розкопок в Помпеях та Геркуланумі, він відвідав ці міста і виплеснув власне захоплення в графічній серії. Композиції аркушів серії «Капріччі» здебільшого хаотичні, рясніють зображеннями уламків колон, скульптур, кам'яних брил, розкиданих серед рослин, похилених античних вівтарів. Уламки живописно розкидані, а їх зображення підсилено грою світлих і надто затемнених частин. Тло більш висвітлене, наче світло йде звідти.
На 26-му аркуші графічної серії глядачі можуть побачити кинуту художником праворуч палітру, як натяк автора на власну творчість і власну розробку капріччо. Самому Піранезі подобався 24-й аркуш серії. Серед нагромадження уламків колон, скульптур, кам'яних брил він подав трон з богинею Мінервою. Поряд з нею щит римського легіонера з орлом, капітель колони з римським вояком, уламок велетенської ступні якоїсь монументальної скульптури, на тлі праворуч — руїна фантазійного давньоримського храму. Пізніше 24-й аркуш серії «Капріччі» Піранезі використає ще раз як фронтиспіс до власної серії гравюр «Краєвиди Риму».
До жанру капріччо належить і графічна серія Піранезі «Уявні в'язниці», розпочата того ж таки 1745 року.

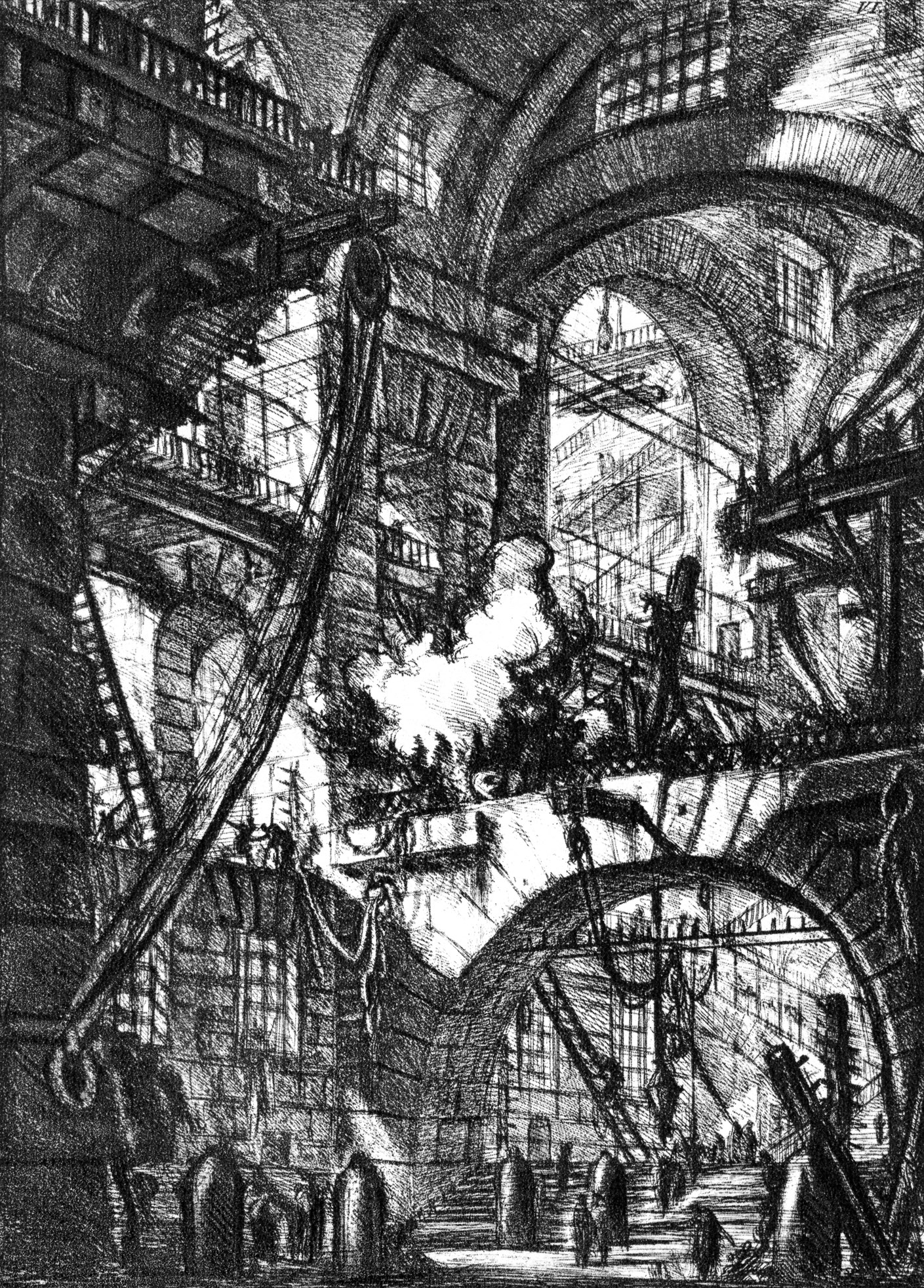
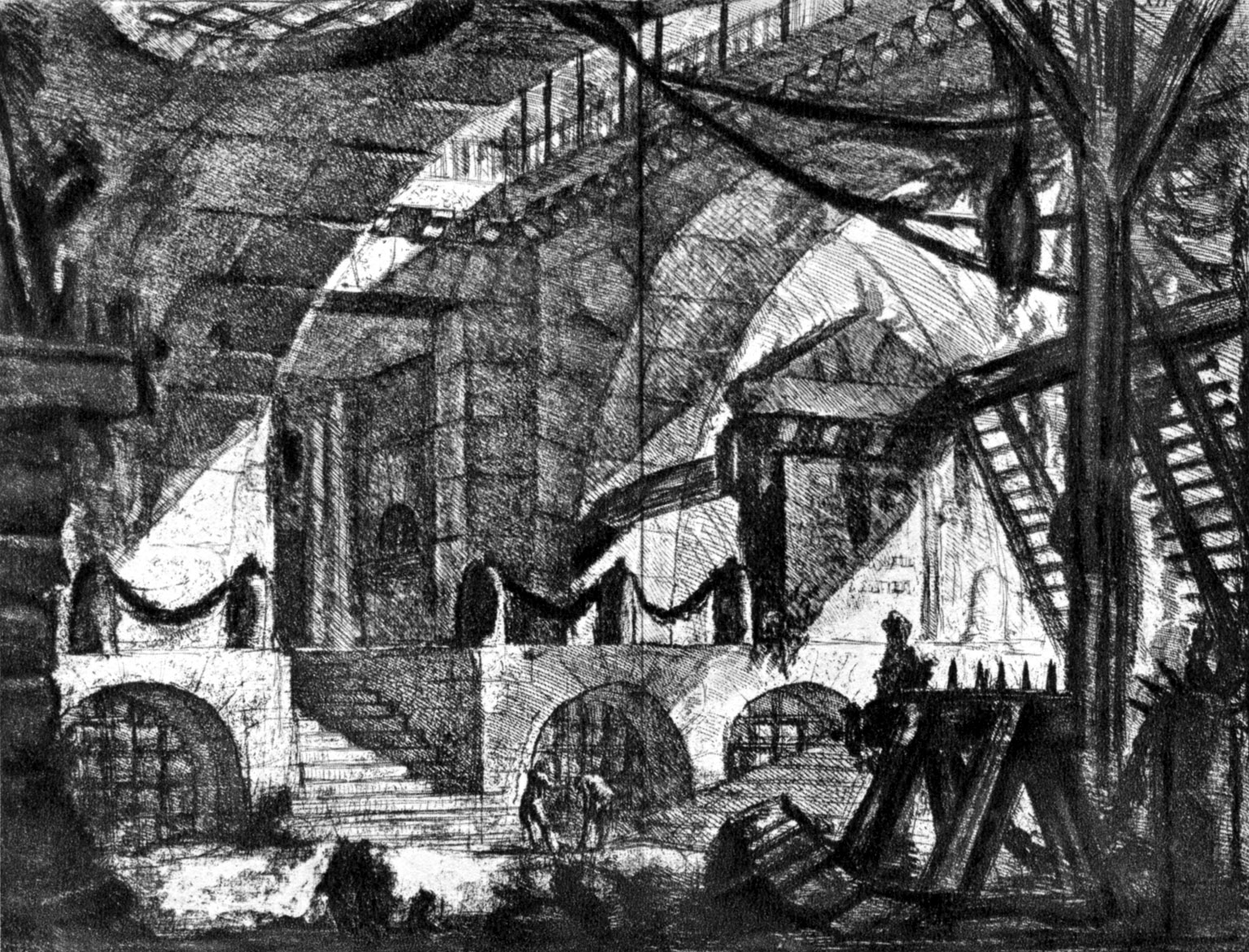
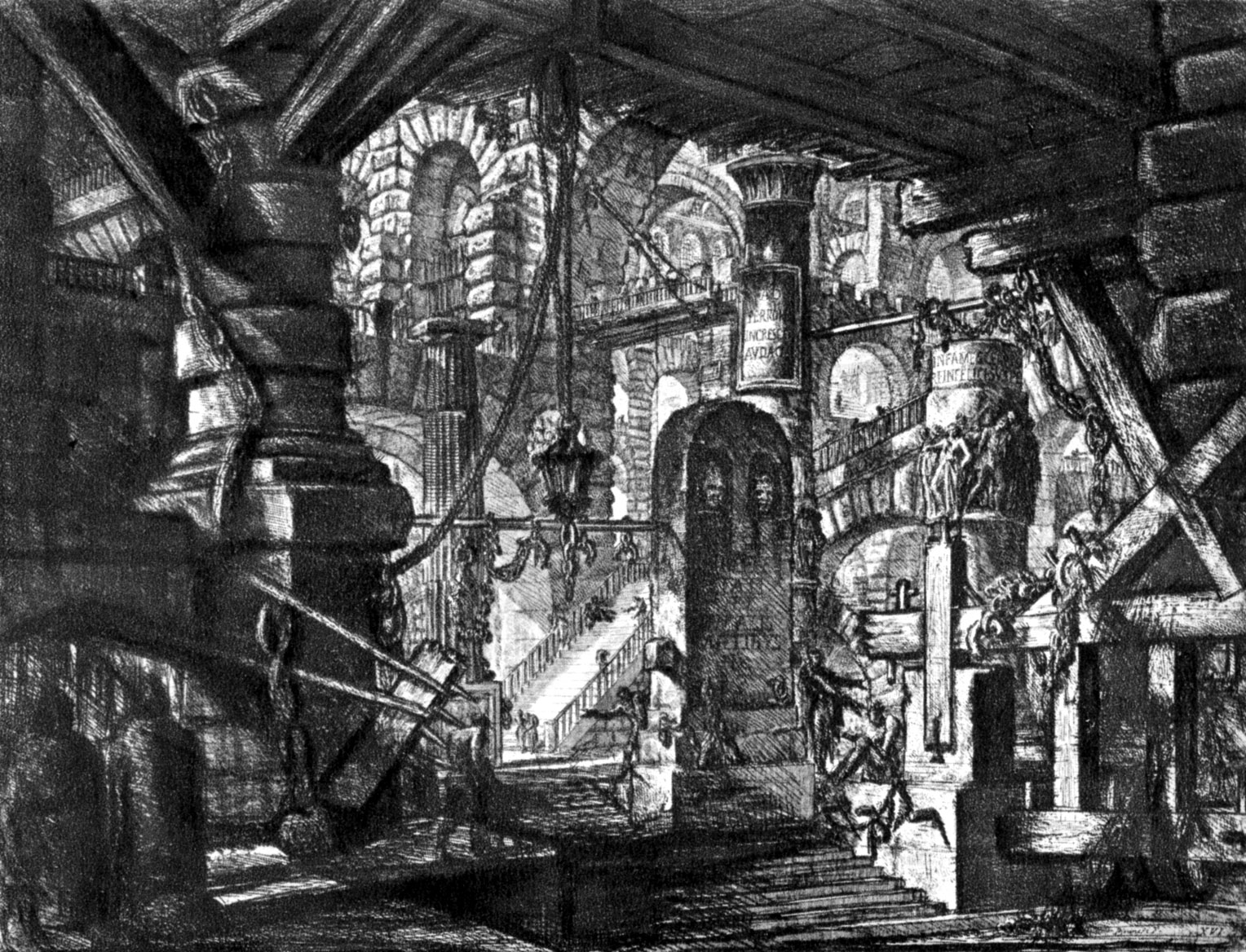
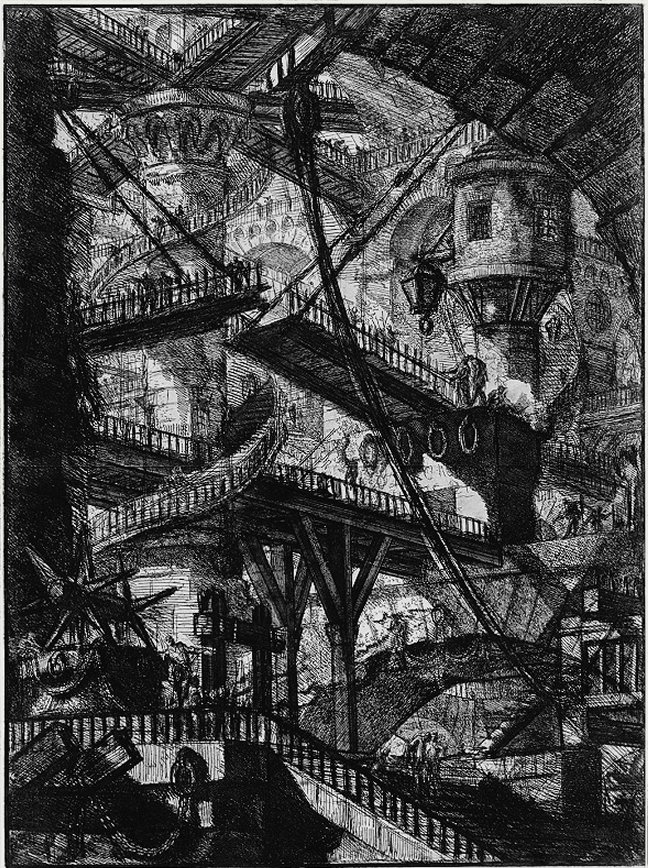

Звичайно ж, в реальності подібних в'язниць не мали ні Венеція, ні Рим. Гігантські споруди, вежі, велетенські механізми і кайдани — все це нагромадження механіки і архітектури існує для тортур, для залякування в'язнів і тих, хто може сюди потрапити. Грандіозність побудов Піранезі на цих аркушах вражала настільки, що забували про їх деяку театральність і перебільшення. Не схожі вони і на нічні кошмари. Ситуацію не прояснювали і написи в самих гравюрах («Злочини шкодять мистецтвам», «Підступність веде до неприємностей і народжує підозрілість», «Від жаху зростає сміливість» тощо). Незрозуміло, до чого в гравюрах стільки прикутих в'язнів і яка їх провина. Чому так багато будівничих, що продовжують нагромаджувати ці страхітливі в'язниці і до чого тут згадка про мистецтва. Ніякі інтерпретації змісту не дали повної розгадки серії. Могутнє враження від невеликої за кількістю серії(вона мала лише 16 аркушів) продовжувалось століттями. Серію вивчали біографи Піранезі, письменники, історики мистецтва різних країн, діячі кіно 20 століття. Вона залишилась одним з феноменів мистецтва XVIII століття і західноєвропейської графіки взагалі.

## Капріччі в архітектурі

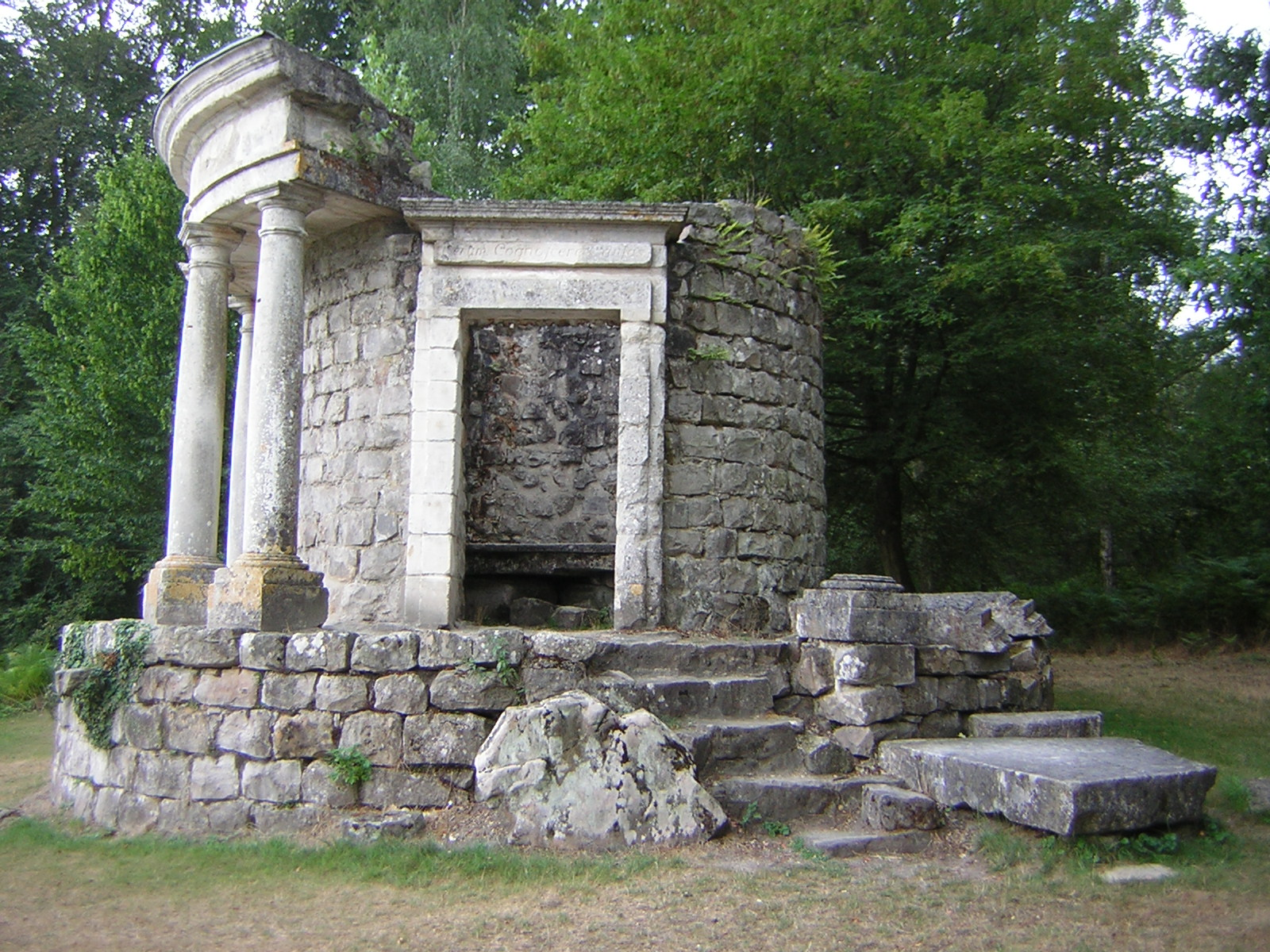
Пейзажний парк Ерменонвіль, Франція. «Храмик філософа»

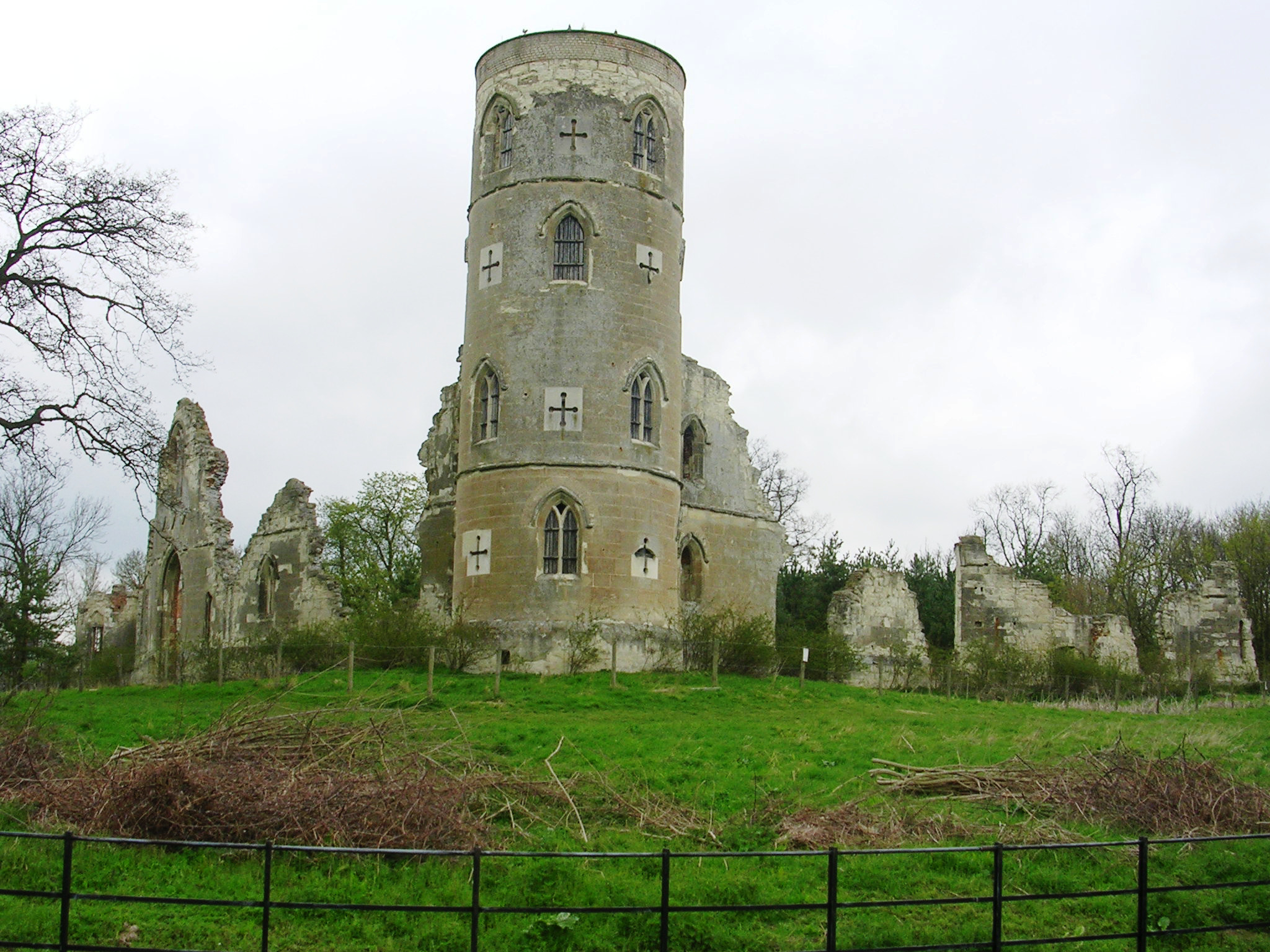
Псевдоготична вежа в Вімпол Холл, проект Сандерсона Міллера 1751 р, арх. Ланселот Браун, 1768 р. Кембрідшир, Англія.

Відомі і капріччі в архітектурі. Вони виникають на тлі кризи стилю бароко, монополізованого католицькими країнами, що примусили стиль слугувати феодальним і реакційним ідеям. Деградація барокової стилістики спонукала до пошуків мистецьких альтернатив, особливо в протестантських країнах та у Франції, де уряд і король офіційно підтримали класицизм. Поруйновані споруди Стародавнього Риму переходять в моду і некритично переносяться в живопис та в садово-паркову архітектуру — як паркові павільйони. Класицизм XVIII століття бере з минулого не тільки закінчені зразки, а і руїни. В пейзажному парку Ерменонвіля, одному з перших у Франції, створюють руїну «Храмик філософа», де античних залишків ніколи не було. Почалась гра в давнину, коли сучасну споруду видають за старовинну, історичну.
Процес набув справжньої глупоти в Великій Британії, де виникло декілька абсурдних споруд як забаганки багатіїв, практична функція яких наближена до нуля. Серед найбільш відомих — псевдоготична вежа в Вімпол Холл, проект Сандерсона Міллера 1751 р., вибудована садівником Ланселотом Брауном, 1768 р. Гроші на побудову декоративної вежі дав Філіп Йорк, 1-й лорд Хардвік, тодішній володар садиби Вімпол Холл.